# Гарни (хотел)
„Гарни“ (на македонска литературна норма: „Гарни“) е къща в град Щип, Северна Македония. Къщата е обявена за значимо културно наследство на Северна Македония.
Сградата е разположена на улица „Маршал Тито“ № 40 и в много добро състояние и се използва за хотел. Състои се от приземие и етаж.